# Cova de Tràpeza
La cova de Tràpeza (en grec, σπήλαιο Τράπεζας) o cova de Krónio (en grec, Κρόνιο Σπήλαιο) és una gruta situada a la vora nord-oest de l'altiplà de Lasithi, a 860 m d'altitud i prop del poble de Tzermiado, a l'illa de Creta (Grècia).
La tradició l'associa, igual que la cova d'Ida, amb el mite en el qual Rea amaga Zeus en una cova per evitar que Cronos el devorara.
A la cova, excavada per John Pendlebury al 1935, s'han realitzat troballes que indiquen que s'utilitzà de residència des del Neolític final fins al període minoic antic I. Després, des del minoic antic II fins al minoic mitjà I; la part externa s'usà com a lloc d'enterraments, dins de pitos, d'habitants de l'assentament del turó proper de Kastelos. El lloc també s'emprà com a santuari i probablement fou un lloc de producció de ceràmica de l'anomenat «estil Vassilikí».
En aquesta cova s'han trobat objectes que abasten des del Neolític fins a l'època romana d'Orient. Entre les troballes més destacades hi ha un escarabeu egipci de la XII dinastia, dues figuretes d'ivori que representen un mico i un cap humà, segells els exemplars dels quals més antics són del període minoic antic I, i onze vasos de Jamezi procedents de Màlia.